# Erland Nordenskiöld
Nils Erland Herbert Nordenskiöld (Estocolmo, 19 de Julho de 1877 - 1932), foi um arqueólogo, antropólogo, etnólogo e explorador sueco. Filho de Adolf Erik Nordenskiöld, faz parte de uma família de nobres e proeminentes pesquisadores. Seu pai, Adolf Erik Nordenskiöld, foi um geólogo e explorador do ártico e seu avô (pai de Adolf), Nils Gustav Nordenskiöld, foi um mineralogista e membro da Academia de Ciências da Rússia. Seu irmão Gustaf Nordenskiöld foi o responsável pela descoberta de Mesa Verde e seu primo, Nils Otto Gustaf Nordenskjöld, foi um geólogo e explorador do ártico. Já Erland Nordenskiöld, trabalhou principalmente com a etnografia e pré-história da América do Sul.
Ele se formou em Uppsala e esteve ligado ao Museu de História Natural em Estocolmo entre 1906-1908, posteriormente se tornando diretor da divisão de etnografia do Museu de Gotemburgo em 1913. Ele explorou regiões inóspitas para vários pesquisadores, até aquele momento, como a Patagônia (Argentina) em 1899, Bolívia (1901-1902), Peru e Bolívia (1904-1905), Bolívia (1908-1909) e em 1913 pelo interior da América do Sul. Através de suas viagens, ele participou da New International Encyclopedia, além de formar uma enorme coleção etnográfica para o museu de Estocolmo. Além disso, escreveu diversos livros, artigos e capítulos de livros sobre suas viagens e pesquisas realizadas na América do Sul.

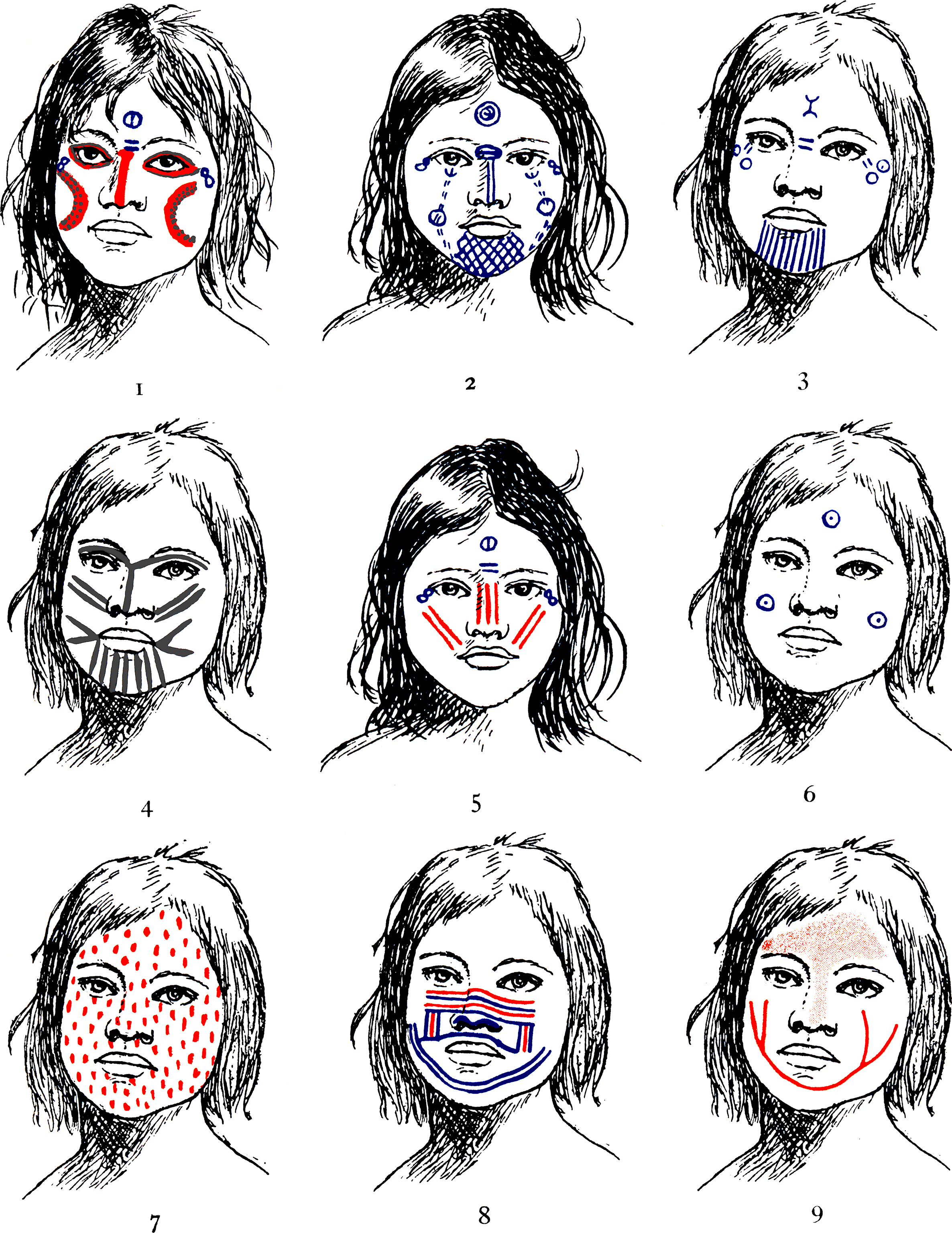
Prancha com os tipos de pinturas faciais entre os indígenas do Peru e da Bolívia, registradas por Erland Nordenskiöld (1912)

Em 1912, ele foi premiado com a Loubat Prize e a medalha de ouro Wahlberg.
Sua grande contribuição acadêmica está nas correntes teóricas da antropologia do início do século XX que, juntamente com outros pesquisadores americanistas como Robert Lowie e Julian Steward, foram os primeiros a elaborar uma síntese e categorização sobre os povos ameríndios, de acordo com os conceitos da ecologia cultural. Dentro do determinismo ambiental e da ecologia cultural, Nordenskiöld propõem que a expansão e migração dos indígenas que habitaram a américa do sul foi realizada por vias fluviais. Pois através de seus estudos geográficos ele percebeu que as grandes bacias hidrográficas (e.g. Bacia do Paraná e Bacia Amazônica) estariam conectadas ou com as cabeceiras de rio bem próximas, permitindo uma navegação fluvial de norte-sul e leste/oeste